# Murray Hamilton
Murray Hamilton (Washington, North Carolina, 24 maart 1923 – aldaar, 1 september 1986) was een Amerikaans acteur.
Hamilton speelde in meer dan 140 producties, maar is bekend geworden dankzij zijn rol als de eigenwijze burgemeester Larry Vaughn in Jaws en Jaws 2. Verder was hij onder meer te zien in The Hustler, 1941, The Amityville Horror, Brubaker en The Graduate. Gastrollen speelde hij in onder andere Dr. Kildare, The Streets of San Francisco, Ellery Queen en The Golden Girls.
Hamilton werd in 1965 genomineerd voor een Tony Award voor Beste Mannelijke Bijrol in het Broadway-stuk Absence of a Cello.
Hij was getrouwd met Terri DeMarco en overleed in 1986 op 63-jarige leeftijd aan de gevolgen van longkanker.

## Filmografie
- Reckless Age (1944) - Lid van soldatenkwartet
- The Billy Rose Show (televisieserie) - Rol onbekend (afl. Whirligig of Life, 1951|Flowers for Millie, 1951)
- Bright Victory (1951) - Pete Hamilton
- The Whistle at Eaton Falls (1951) - Al Webster
- Mister Peepers (televisieserie) - Freddie Willis (Episode 1.11, 1952|Episode 1.14, 1952)
- Suspense (televisieserie) - Rol onbekend (afl. Mutiny Below, 1953)
- The Revlon Mirror Theatre (televisieserie) - Rol onbekend (afl. The Bottle Party, 1953)
- Armstrong Circle Theatre (televisieserie) - Rol onbekend (afl. Transfusion, 1953)
- You Are There (televisieserie) - Gouverneur Vance (afl. The Gettysburg Adress, 1953)
- The Philco Television Playhouse (televisieserie) - Rol onbekend (afl. Two for One, 1953|The Glorification of Al Toolum, 1953)
- Inner Sanctum (televisieserie) - Joe (afl. Lost in the Dark, 1954)
- Inner Sanctum (televisieserie) - Cabbie (afl. The Good Luck Charm, 1954)
- Inner Sanctum (televisieserie) - Frank (afl. Family Skeleton, 1954)
- Goodyear Television Playhouse (televisieserie) - Rol onbekend (afl. The Power of Suggestion, 1954)
- Justice (televisieserie) - Rol onbekend (afl. Hard to Get, 1955)
- Studio One (televisieserie) - Joe (afl. The Spongers, 1955)
- Kraft Television Theatre (televisieserie) - Rol onbekend (afl. Rain No More, 1953|Alias Jimmy Balentine, 1953|The Straw, 1955)
- The Phil Silvers Show (televisieserie) - Sergeant Allan (afl. The Eating Contest, 1955|The Twitch, 1955)
- Toward the Unknown (1956) - Majoor Bromo Lee
- Wire Service (televisieserie) - Ed Holley (afl. Hideout, 1956)
- The Girl He Left Behind (1956) - Sgt. Clyde
- Playhouse 90 (televisieserie) - Chick Tolliver (afl. The Big Slide, 1956)
- Conflict (televisieserie) - Rol onbekend (afl. Girl on the Subway, 1957)
- The Spirit of St. Louis (1957) - Bud Gurney
- The Millionaire (televisieserie) - Chris Daniels (afl. The Chris Daniels Story, 1957)
- Letter to Loretta (televisieserie) - Mike Finn (afl. A Mind of Their Own, 1957)
- Gunsmoke (televisieserie) - Jake Buley (afl. Chester's Murder, 1957)
- Wire Service (televisieserie) - Frank Lunt (afl. Confirm or Deny, 1957)
- Schlitz Playhouse of Stars (televisieserie) - Rol onbekend (afl. An Old Spanish Custom, 1957)
- Jeanne Eagles (1957) - Chick O'Hara
- Have Gun - Will Travel (televisieserie) - Ed McKay (afl. The Last Laugh, 1958)
- Gunsmoke (televisieserie) - Cutter (afl. Wild West, 1958)
- Darby's Rangers (1958) - Pvt./Sgt. Sims Delancey
- Perry Mason (televisieserie) - Johnny Hale (afl. The Case of the Deadly Double, 1958)
- Too Much, Too Soon (1958) - Charlie Snow
- No Time for Sergeants (1958) - Irving S. Blanchard
- Gunsmoke (televisieserie) - Jim Calhoun (afl. Land Deal, 1958)
- Houseboat (1958) - Capt. Alan Wilson
- Anatomy of a Murder (1959) - Alphonse Paquette
- The Twilight Zone (televisieserie) - Mr. Death (afl. One for the Angels, 1959)
- The FBI Story (1959) - Sam Crandall
- Men Into Space (televisieserie) - Luitenant-kolonel Bill Aborg (afl. Tankers in Space, 1960)
- Naked City (televisieserie) - Stevenson (afl. The Pedigree Sheet, 1960)
- Goodyear Theatre (televisieserie) - Irwin Forman (afl. The Ticket, 1960)
- Love and Marriage (televisieserie) - Steve Baker (1959-1960)
- Tall Story (1960) - Coach Sandy Hardy
- The Untouchables (televisieserie) - George Varsey (afl. The Tommy Karpeles Story, 1960)
- Alfred Hitchcock Presents (televisieserie) - Marsh (afl. Escape to Sonoita, 1960)
- Route 66 (televisieserie) - Dr. Stafford (afl. The Swan Bed, 1960)
- Lock Up (televisieserie) - Joe Tanner (afl. Leading Young Citizen, 1961)
- Way Out (televisieserie) - Harold Potter (afl. Side Show, 1961)
- The Hustler (1961) - Findley
- The Untouchables (televisieserie) - Harry Dannigan (afl. The Troubleshooter, 1961)
- Naked City (televisieserie) - Matt Orman (afl. Which Is Joseph Creeley?, 1961)
- Route 66 (televisieserie) - Dr. Anderson (afl. The Thin White Line, 1961)
- The United States Steel Hour (televisieserie) - Rol onbekend (afl. The Big Laugh, 1962)
- The Untouchables (televisieserie) - Michael Barrigan (afl. The Whitey Steele Story, 1962)
- Target: The Corruptors (televisieserie) - Eddie Murray (afl. The Organizers: Part 1 & 2, 1962)
- The Eleventh Hour (televisieserie) - Walter Enley (afl. Ann Costigan: A Duel on a Field of White, 1962)
- The Defenders (televisieserie) - Miles Morgan (afl. The Bedside Murder, 1962)
- The Untouchables (televisieserie) - Charlie Mailer (afl. The Chess Game, 1962)
- The DuPont Show of the Week (televisieserie) - Bob Fay (afl. Windfall, 1963)
- Papa's Delicate Condition (1963) - Mr. Harvey
- Armstrong Circle Theatre (televisieserie) - Keith Roman (afl. The Health Fraud, 1963)
- 13 Frightened Girls (1963) - Wally Sanders
- The Nurses (televisieserie) - Harry Reed (afl. Escape Route, 1963)
- The Defenders (televisieserie) - Openbaar aanklager (afl. The Hickory Indian, 1962|The Avenger, 1962|The Empty Heart, 1963)
- Kraft Suspense Theatre (televisieserie) - Captain Appleton (afl. The Case Against Paul Ryker: Part 1 & 2, 1963)
- The Cardinal (1963) - Lafe
- The Defenders (televisieserie) - Bryan Phelps (afl. Drink Like a Lady, 1964)
- The Trials of O'Brien (televisieserie) - Eddie Hanover (afl. Our Defense Is Out, 1965)
- The Fugitive (televisieserie) - Mel Starling (afl. Moon Child, 1965)
- The Defenders (televisieserie) - Tark Bennett (afl. The Sworn Twelve, 1965)
- Slattery's People (televisieserie) - Edward Tillman (afl. Question: What Time Is the Next Bandwagon?, 1965)
- Hallmark Hall of Fame (televisieserie) - E.K. Hornbeck (afl. Inherit the Wind, 1965)
- Inherit the Wind (Televisiefilm, 1965) - E.K. Hornbeck
- The Trials of O'Brien (televisieserie) - Morton Lee (afl. The 10-Foot, 6-Inch Pole, 1966)
- Dr. Kildare (televisieserie) - Dan Hargrave (afl. Mercy of Murder, 1966|Strange Sort of Accident, 1966)
- Run for Your Life (televisieserie) - Dr. Raphael (afl. The Cruel Fountain, 1966)
- The Fugitive (televisieserie) - Joe Steelman (afl. Coralee, 1966)
- The F.B.I. (televisieserie) - Mike Kessler (afl. The Camel's Nose, 1966)
- An American Dream (1966) - Arthur Kabot
- Seconds (1966) - Charlie Evans
- Hawk (televisieserie) - Cheever (afl. The Theory of the Innocent Bystander, 1966)
- The Man Who Never Was (televisieserie) - Jack Forbes (Afl. onbekend, 1966-1967)
- The Invaders (televisieserie) - Lewis Dunn (afl. The Condemned, 1967)
- Judd for the Defense (televisieserie) - John Ritter (afl. Citizen Ritter, 1967)
- The Graduate (1967) - Mr. Robinson
- Sergeant Ryker (1968) - Capt. Appleton
- N.Y.P.D. (televisieserie) - Rol onbekend (afl. The Private Eye Puzzle, 1968)
- The F.B.I. (televisieserie) - Emory Hale (afl. The Ninth Man, 1968)
- No Way to Treat a Lady (1968) - Inspecteur Haines
- The Boston Strangler (1968) - Frank McAfee
- The Brotherhood (1968) - Jim Egan
- The F.B.I. (televisieserie) - Richard Mills (afl. A Life in the Balance, 1969)
- If It's Tuesday, This Must Be Belgium (1969) - Fred Ferguson
- Storefront Lawyers (televisieserie) - Harrison (afl. Survivors Will Be Prosecuted, 1970)
- Medical Center (televisieserie) - Robert Jennings (afl. Junkie, 1970)
- The F.B.I. (televisieserie) - Doug McElroy (afl. The Witness, 1970)
- The Bold Ones: The Senator (televisieserie) - Yaeger (afl. Some Day, They'll Elect a President, 1971)
- Vanished (Televisiefilm, 1971) - Nick McCann
- Cannon (Televisiefilm, 1971) - Virgil Holley
- A Tattered Web (Televisiefilm, 1971) - Sgt. Joe Marcus
- The Police (Televisiefilm, 1971) - Politiechef
- The Harness (Televisiefilm, 1971) - Roy Kern
- Night Gallery (televisieserie) - Snyder (afl. Dr. Stringfellow's Rejuvenator, 1971)
- The Failing of Raymond (Televisiefilm, 1971) - Sergeant Manzak
- Longstreet (televisieserie) - Nelson Woodley (afl. There Was a Crooked Man, 1971)
- Madigan (televisieserie) - Rol onbekend (afl. The Manhattan Beat, 1972)
- McCloud (televisieserie) - Adrian Becker (afl. The New Mexican Connection, 1972)
- Deadly Harvest (Televisiefilm, 1972) - Sheriff Bill Jessup
- Mission: Impossible (televisieserie) - Dr. Jerome Cooper (afl. Ultimatum, 1972)
- Incident on a Dark Street (Televisiefilm, 1973) - Edmund 'Ed' Schilling
- Love, American Style (televisieserie) - Rol onbekend (afl. Love and the Happy Family, 1973)
- Murdock's Gang (Televisiefilm, 1973) - Harold Talbot
- The Way We Were (1973) - Brooks Carpenter
- Police Story (televisieserie) - Wachtcommandant (afl. Collision Course, 1973)
- Hawkins (televisieserie) - Frank Guilfoyle (afl. Die Die, Darling, 1973)
- Cannon (televisieserie) - Arthur Gibson (afl. He Who Digs a Grave, 1973)
- Barnaby Jones (televisieserie) - Clete Belford (afl. Fatal Flight, 1974)
- Medical Center (televisieserie) - Dr. Scofield (afl. Girl from Bedlam, 1974)
- Chase (televisieserie) - Stone (afl. Eighty-Six Proof TNT, 1974)
- The Streets of San Francisco (televisieserie) - Barney Lujack (afl. License to Kill, 1974)
- After the Fall (Televisiefilm, 1974) - Mickey
- Police Story (televisieserie) - Bud Ellwood (afl. War Games, 1975)
- Caribe (televisieserie) - Louis Marche (afl. Murder in Paradise, 1975)
- Jaws (1975) - Burgemeester Larry Vaughn
- The Drowning Pool (1975) - Kilbourne
- Cannon (televisieserie) - Bud McKenna (afl. The Deadly Conspiracy, 1975)
- Ellery Queen (televisieserie) - Henry Palmer (afl. The Adventure of the Chinese Dog, 1975)
- McMillan & Wife (televisieserie) - Herb Simpson (afl. Secrets for Sale, 1975)
- McCloud (televisieserie) - Donald Yates (afl. Our Man in the Harem, 1976)
- Rich Man, Poor Man (miniserie, 1976) - Sid Gossett
- Alice (televisieserie) - Charlie Hyatt (afl. Mother-in-Law: Part 2, 1976)
- Most Wanted (televisieserie) - Rol onbekend (afl. Ms. Murder, 1977)
- Kojak (televisieserie) - Harry Harmon (afl. Sister Maria, 1977)
- Murder at the World Series (Televisiefilm, 1977) - Harvey Murkison
- Killer on Board (Televisiefilm, 1977) - Dr. Ned Folger
- Damnation Alley (1977) - Generaal Landers (Niet op aftiteling)
- Casey's Shadow (1978) - Tom Patterson
- Jaws 2 (1978) - Burgemeester Larry Vaughn
- Donovan's Kid (Televisiefilm, 1979) - Henry Carpenter
- Disneyland (televisieserie) - Henry Carpenter (afl. Donovan's Kid: Part 1 & 2, 1979)
- A Last Cry for Help (Televisiefilm, 1979) - Ralph Muir
- The Amityville Horror (1979) - Father Ryan
- 1941 (1979) - Claude Crumn
- Swan Song (Televisiefilm, 1980) - Jack McCauley
- The Cheap Detective (Televisiefilm, 1980) - Ralph Garvey
- Brubaker (1980) - John Deach
- B.J. and the Bear (televisieserie) - Captain Rutherford T. Grant (afl. Seven Lady Captives, 1981)
- All the Way Home (Televisiefilm, 1981) - Joel Lynch
- Bret Maverick (televisieserie) - Rechter Nat Cobb (afl. A Night at the Red Ox, 1981)
- Matt Houston (televisieserie) - Al (afl. Stop the Presses, 1982)
- Mazes and Monsters (Televisiefilm, 1982) - Luitenant John Martini
- Hysterical (1983) - Burgemeester
- Summer Girl (Televisiefilm, 1983) - Jack Reardon
- Mama's Family (televisieserie) - Oom Roy Harper (afl. Mama Cries Uncle, 1984)
- Boys in Blue (Televisiefilm, 1984) - Kapitein Sid Bender
- Cover Up (televisieserie) - Sheriff (afl. Murder in Malibu, 1984)
- Murder, She Wrote (televisieserie) - Bud Michaels (afl. Death Casts a Spell, 1984)
- Too Scared to Scream (1985) - Jack Oberman
- Hail to the Chief (televisieserie) - Senator Sam Cotton (Afl. onbekend, 1985)
- Whoops Apocalypse (1986) - Jack 'Kill the Commies' Preston (Voormalig president)
- The Golden Girls (televisieserie) - Big Daddy Hollingsworth (afl. Big Daddy, 1986)
- The Last Days of Patton (Televisiefilm, 1986) - Gen. Hobart 'Hap' Gay